# Суперкубок УЕФА 2005
Суперкубок УЕФА 2005 (англ. 2005 UEFA Super Cup) — футбольный матч между победителем Лиги чемпионов 2004/05 английским «Ливерпулем», победившим в финале итальянский «Милан» 3:2 в серии пенальти (игровое время матча завершилось со счётом 3:3), и обладателем Кубка УЕФА 2004/05 российским ЦСКА, одержавшим победу над португальским «Спортингом» со счётом 3:1. Игра состоялась 26 августа 2005 года на стадионе «Луи II» (Монако). На матче присутствовало 17 042 зрителя. Это был 31-й розыгрыш Суперкубка УЕФА. «Ливерпуль» играл в Суперкубке уже в пятый раз, выиграв в 1977 и в 2001. ЦСКА играл впервые и был первой российской командой, участвующей в соревновании.
ЦСКА вышел вперёд в первом тайме, когда Даниэл Карвальо забил первый гол. Ливерпуль сравнял счёт лишь на 82-й минуте усилиями Джибриля Сиссе. Счет оставался 1:1 до конца второго тайма, и матч перешёл в дополнительное время. Сиссе снова забил на 103-й минуте, и «Ливерпуль» получил преимущество, которое было позже увеличено Луисом Гарсией. Таким образом «Ливерпуль» выиграл уже третий Суперкубок.

## Предыстория
«Ливерпуль» получил право играть за Суперкубок УЕФА как победитель Лиги чемпионов, обыграв в финале «Милан» 3:2 в серии пенальти, после того, как матч закончился со счётом 3:3. Для английского клуба эта игра была уже пятой в Суперкубке. До этого «Ливерпуль» выигрывал его в 1977 и 2001 годах, победив «Гамбург» и мюнхенскую «Баварию» соответственно. Два других розыгрыша — в 1978 и 1984 годах — закончились поражениями от «Андерлехта» и «Ювентуса».
ЦСКА в свою очередь получил право играть за Суперкубок в результате победы в Кубке УЕФА 2004/05. Он обыграл португальский «Спортинг» со счётом 3:1 и стал первой российской командой, выигравшей европейский трофей.
Обе команды уже сыграли по несколько матчей, чего обычно не бывает, поскольку матч за Суперкубок как правило открывает сезон. «Ливерпуль» участвовал в первых отборочных турах Лиги Чемпионов 2005/06. По правилам он не попадал в число участников, так как не вошёл в четвёрку лидеров по результатам чемпионата Англии 2004/2005, но УЕФА предоставил ему специальное разрешение принять участие в соревновании как обладателю трофея. Тем временем, в России, где чемпионат проводился по системе весна-осень, ЦСКА заканчивал первую половину сезона, к тому времени находясь на втором месте и отставая от «Локомотива» на семь очков.
Обе команды высоко оценили значимость турнира, несмотря на противоположное мнение комментаторов. Капитан «армейцев» Сергей Игнашевич подчеркнул решительное настроение своей команды: «Мы знаем, что игроки „Ливерпуля“ очень сильны, ведь они выиграли Лигу чемпионов. Но мы не беспокоимся по поводу футболистов „Ливерпуля“. Нас волнует наша игра, а не их». Аналогично, и капитан «Ливерпуля» Стивен Джерард был настроен победить: «Это возможность взять ещё один трофей. Когда играешь с сильными командами, надо выкладываться по максимуму. Я не думаю о прошлом и о том, что мы победили в Лиге чемпионов».
И у ЦСКА, и у «Ливерпуля» были проблемы с травмами игроков. Нападающий ЦСКА Ивица Олич, который к тому времени был лучшим бомбардиром российского чемпионата, не мог выйти на поле в связи с травмой колена. Однако, партнер по команде Вагнер Лав сказал тренеру Валерию Газзаеву, что у Олича нету проблем с коленом. «Ливерпуль» был вынужден остаться без травмированных Джими Траоре и Питера Крауча. Также под вопросом стоял Джеррард, повредивший голеностоп. В итоге, Джеррарда не посчитали достаточно здоровым для игры и он был отпущен из команды. За день до игры были вручены все персональные награды прошлого сезона, а также проведена жеребьёвка группового этапа Лиги чемпионов.

## Матч

### Первый тайм

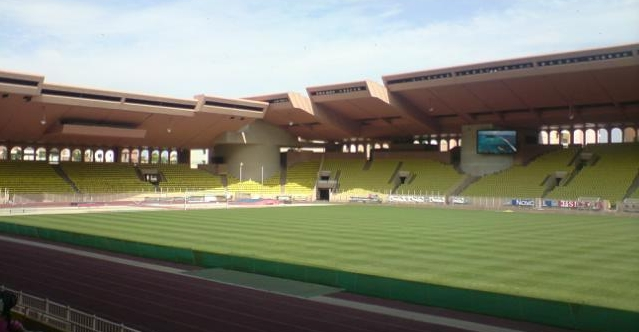
Стадион Луи II, на котором проходил матч

ЦСКА начал игру разводом мяча в центре поля. Первый достаточно опасный момент в матче создал «Ливерпуль»: Дитмар Хаманн пробил из-за пределов штрафной, но удар был взят вратарём ЦСКА Игорем Акинфеевым. На 11-й минуте Хаманн имел возможность вывести на ударную позицию Луиса Гарсию, однако Акинфеев сумел перехватить пас Дитмара и тем самым не позволил футболистам «Ливерпуля» реализовать опасный момент. Через пару минут Гарсия снова имел возможность вывести Ливерпуль вперёд после передачи Будевейна Зендена, но его мяч пролетел чуть выше перекладины. По части владения мячом в первом тайме, «Ливерпуль» сильно доминировал над ЦСКА, но не мог преобразовать своё преимущество в голы. К середине тайма «армейцы» выровняли игру, а затем провели две острейших атаки подряд и повели в счете. Сначала на 27-й минуте проход Милоша Красича завершился прицельным ударом в дальний угол, но мяч прошел в нескольких сантиметрах от штанги. Но менее чем через минуту после паса Вагнера Лава один на один с вратарём вышел Карвальо и точно пробил вблизи вышедшего из ворот Рейны. Только на 36-й минуте «Ливерпуль» создал другую опасную ситуацию, однако Гарсия и, чуть позже, Стив Финнан не смогли реализовать свои шансы. Через 2 минуты Зенден получил жёлтую карточку за фол на Чиди Одиа. Первый тайм завершился дальним ударом Дитмара Хаманна, но мяч прошел рядом со штангой.

### Второй тайм

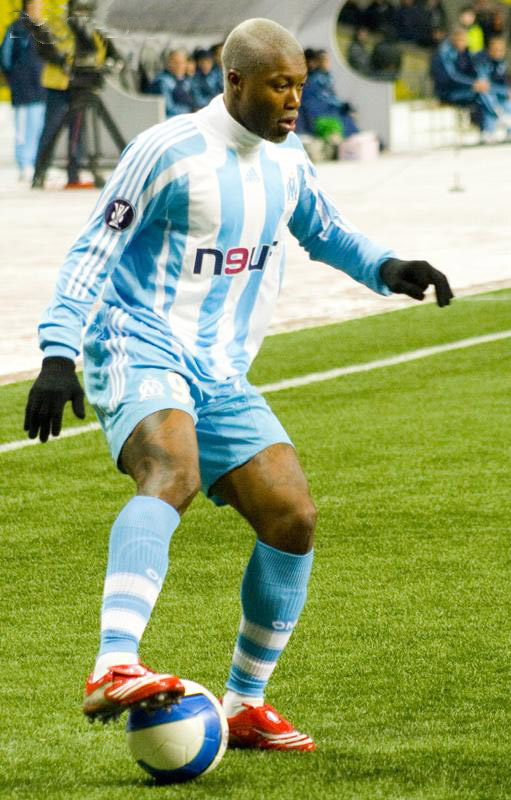
Джибриль Сиссе — нападающий «Ливерпуля», забивший два гола в ворота ЦСКА

«Ливерпуль» развел мяч в середине поля и матч возобновился. Уже через 5 минут игрок «мерсисайдцев» Хосеми получил жёлтую карточку за фол на Милоше Красиче. «Ливерпуль» играл у своих ворот, сбавив тем самым темп игры. Хосеми на 54-й минуте имел шанс сравнять счёт, но его удар с линии штрафной прошел выше ворот. И сразу же «Ливерпуль» сделал первую замену в матче: Флоран Синама-Понголь вышел вместо Финнана. Через пару минут Пепе Рейна и Сами Хююпия едва не допустили ошибку у своих ворот, которая могла привести к голу. У ЦСКА на 66 минуте вместо травмированного Жиркова на поле появился Шемберас. Около 70-й минуты «мерсисайдцы» ненадолго выключили из игры Карвальо, который до этого несколько раз безуспешно пытался вывести на удар Вагнера: Хююпия ударил его сзади по ногам — плеймейкер ЦСКА покинул поле на носилках, но затем вернулся. Примерно тогда же Рафаэль Бенитес заменил Хаби Алонсо на Мохамеда Сиссоко. На 76-й минуте судьбу матча вполне мог решить Вагнер Лав, но бразильский нападающий не сумел обработать мяч после передачи Карвальо и выйти один на один с Рейной. Казалось, что победа ЦСКА гарантирована, но на 82-й минуте «армейцы» пропустили гол. Игнашевич выбивал мяч из штрафной и попал в руку вышедшему на замену Сиссе (вместо Йона Арне Риисе), но судья этого не заметил, и нападающий оказался перед пустыми воротами, сравняв счёт и переведя игру в дополнительное время.

### Дополнительное время
Формат матча в Суперкубке не отличался от других еврокубковых поединков: если в основное время не выяснялся победитель, то игра переходила в дополнительное, если и там счёт оставался ничейным, то пробивались пенальти.
ЦСКА развел мяч в начале первого дополнительного тайма. Через 5 минут Синама-Понголь получил жёлтую карточку. ЦСКА активно шел вперед, но и хорошо отражал выпады «мерсисайдцев». Но на 103-й минуте после ошибки Игнашевича контратака «Ливерпуля» закончилась выходом Сиссе один на один. Первый удар Акинфеев отразил, но нападающий удачно сыграл на добивании, сделав дубль.
В начале второго дополнительного тайма у ЦСКА был шанс сравнять счёт: Карвальо в очередной раз отдал хороший пас Вагнеру, но тот распорядился мячом не лучшим образом, нанеся слабый удар по воротам, взятый Рейной. Надежды ЦСКА в итоге вновь развеял Джибриль Сиссе. Прорвавшись по правому флангу, он беспрепятственно прострелил на Луиса Гарсию, который пробил по воротам прямо из вратарской. Оставшееся время «армейцы» атаковали, но отыграть два мяча не смогли.

### Детали матча
| 26 августа 2005 20:45 CEST    | \| Ливерпуль \| 3:1 Отчёт[1][8] \| ЦСКА \| \| Сиссе 82′, 103′ · Гарсия 109′ \| Голы \| Карвальо 28′ \| | Стадион Луи II, Монако Зрителей: 17 042 Судья: Рене Темминк |
| Ливерпуль                     | 3:1 Отчёт                                                                                              | ЦСКА                                                        |
| Сиссе 82′, 103′ · Гарсия 109′ | Голы                                                                                                   | Карвальо 28′                                                |

| Ливерпуль | ЦСКА |

| Ливерпуль:      |    |                       |     |     |
|                 |    |                       |     |     |
| В               | 25 | Хосе Мануэль Рейна    |     |     |
| З               | 17 | Хосеми                | 50' |     |
| З               | 23 | Джейми Каррагер (к)   |     |     |
| З               | 4  | Сами Хююпия           | 73' |     |
| З               | 6  | Йон Арне Риисе        |     | 79' |
| П               | 16 | Дитмар Хаманн         |     |     |
| П               | 3  | Стив Финнан           |     | 55' |
| П               | 14 | Хаби Алонсо           |     | 70' |
| П               | 30 | Будевейн Зенден       | 38' |     |
| Н               | 10 | Луис Гарсия           |     |     |
| Н               | 19 | Фернандо Морьентес    |     |     |
| Запасные:       |    |                       |     |     |
| В               | 20 | Скотт Карсон          |     |     |
| П               | 28 | Стивен Уорнок         |     |     |
| П               | 22 | Мохаммед Сиссоко      |     | 70' |
| Н               | 9  | Джибриль Сиссе        |     | 79' |
| Н               | 24 | Флоран Синама-Понголь | 95' | 55' |
| Тренер:         |    |                       |     |     |
| Рафаэль Бенитес |    |                       |     |     |

| Лучший игрок матча: Джибриль Сиссе (Ливерпуль) Помощники судьи: Адриан Иния Роб Менхюйс Четвёртый судья: Эрик Брамхаар |

| Акинфеев В. Березуцкий Игнашевич А. Березуцкий Одиа Алдонин Красич Рахимич Жирков Карвальо Вагнер Лав Рейна Хосеми Каррагер Хююпия Риисе Хаманн Финнан Алонсо Зенден Гарсия Морьентес |

| ЦСКА:           |    |                      |      |     |
|                 |    |                      |      |     |
| В               | 35 | Игорь Акинфеев       |      |     |
| З               | 15 | Чиди Одиа            |      | 90' |
| З               | 4  | Сергей Игнашевич (к) |      |     |
| З               | 24 | Василий Березуцкий   |      |     |
| З               | 6  | Алексей Березуцкий   |      |     |
| П               | 22 | Евгений Алдонин      |      |     |
| П               | 17 | Милош Красич         |      | 85' |
| П               | 25 | Элвир Рахимич        |      |     |
| П               | 18 | Юрий Жирков          |      | 66' |
| Н               | 7  | Даниэл Карвальо      |      |     |
| Н               | 11 | Вагнер Лав           |      |     |
| Запасные:       |    |                      |      |     |
| В               | 1  | Вениамин Мандрыкин   |      |     |
| 3               | 2  | Дейвидас Шемберас    |      | 66' |
| П               | 8  | Ролан Гусев          | 105' | 90' |
| Н               | 10 | Сергей Самодин       |      |     |
| П               | 20 | Дуду Сеаренсе        |      | 85' |
| Тренер:         |    |                      |      |     |
| Валерий Газзаев |    |                      |      |     |

### Статистика матча
По данным газеты «Советский Спорт»
| Ливерпуль | Показатель       | ЦСКА |
| --------- | ---------------- | ---- |
| 3         | Голы             | 1    |
| 23        | Удары по воротам | 7    |
| 7         | Удары в створ    | 2    |
| 0         | Офсайды          | 3    |
| 4         | Предупреждения   | 1    |
| 0         | Удаления         | 0    |

По данным УЕФА

| Показатель       | Ливерпуль | ЦСКА |
| ---------------- | --------- | ---- |
| Голы             | 0         | 1    |
| Удары            | 9         | 2    |
| Удары в створ    | 2         | 1    |
| Владение мячом   | 67 %      | 33 % |
| Угловые удары    | 2         | 0    |
| Нарушения правил | 9         | 6    |
| Офсайды          | 0         | 1    |
| Желтые карточки  | 1         | 0    |
| Красные карточки | 0         | 0    |

| Показатель       | Ливерпуль | ЦСКА |
| ---------------- | --------- | ---- |
| Голы             | 3         | 0    |
| Удары            | 11        | 7    |
| Удары в створ    | 6         | 2    |
| Владение мячом   | 60 %      | 40 % |
| Угловые удары    | 2         | 3    |
| Нарушения правил | 15        | 9    |
| Офсайды          | 1         | 4    |
| Жёлтые карточки  | 3         | 1    |
| Красные карточки | 0         | 0    |

| Показатель       | Ливерпуль | ЦСКА |
| ---------------- | --------- | ---- |
| Голы             | 3         | 1    |
| Удары            | 20        | 9    |
| Удары в створ    | 8         | 3    |
| Владение мячом   | 60 %      | 40 % |
| Угловые удары    | 4         | 3    |
| Нарушения правил | 24        | 15   |
| Офсайды          | 1         | 5    |
| Желтые карточки  | 4         | 1    |
| Красные карточки | 0         | 0    |

| Суперкубок УЕФА 2005 |
| -------------------- |
| Флаг Англии          |
| Ливерпуль 3-й титул  |

## После матча
Тренер «Ливерпуля» Рафаэль Бенитес был очень рад, что, хотя по ходу матча команда проигрывала, они смогли вырвать победу: «Это была трудная игра. Мы контролировали ситуацию, но потом сделали ошибку и нам пришлось очень тяжело. Они [соперники] играли хорошо, но я думаю, что мы управляли игрой. Забить три гола нелегко. Я могу сказать, что мы очень довольны этим трофеем».
Тренер ЦСКА Валерий Газзаев похвалил своих игроков несмотря на поражение: «Мы очень строго играли на протяжении всего основного времени, осуществляя избранный тактический план — поймать команду противника на контратаках.[...]В целом, я считаю, что команда играла очень хорошо. К сожалению, допущенные нами ошибки решили судьбу матча. „Ливерпуль“, как мы и предполагали, играл достаточно агрессивно». Он объяснил неудачи травмами некоторых главных игроков. Газзаев также отметил, что по его мнению, второй гол был забит с нарушением правил: «Однако у меня такое впечатление, что гол, забитый нам за восемь минут до конца основного времени, был забит явно с нарушением правил: Сиссе подыграл себе рукой».
Сиссе, в свою очередь, отверг заявления, что забитый им в конце основного времени мяч влетел в сетку армейских ворот после нарушения правил: «Мяч не коснулся моей руки».
Несмотря на дубль Сиссе, имели место разговоры о возможном возвращении Майкла Оуэна, покинувшего в конце сезона мадридский «Реал». Во время матча фанаты «Ливерпуля» пели «Есть только один Майкл Оуэн». Через пять дней после открытия трансферного окна, Рафаэль Бенитес отказался разговаривать по поводу Майкла Оуэна: «Мне нравятся хорошие игроки, у нас сейчас их достаточно». Сиссе подчеркнул важность дубля в матче: «Понятно, Что забить два гола в Суперкубке очень важно для меня, потому что сейчас ходят много разговоров о моём положении и уходе из клуба». Защитник «Ливерпуля» Джейми Каррагер также отметил важность этих двух голов для Сиссе: «Сиссе хотел доказать свою точку зрения — он хотел доказать всем, что он может внести вклад в игру команды. Мы, игроки, должны играть, а руководство пусть решает, какие игроки в его клубе должны играть». Каррагер также подтвердил данные о серьёзной травме капитана Джерарда, заодно отметив то, что было особо приятно выиграть матч, несмотря на это.